# أكرينغتون
أكرينغتون هو نادي كرة قدم بريطاني أٌسس عام 1876. يلعب النادي في Lancashire Combination ‏.